# 이토추 상사
이토추 상사 주식회사(일본어: 伊藤忠商事株式会社, ITOCHU Corporation)는 미즈호 파이낸셜 그룹의 핵심 종합 상사이다. 일본 굴지의 거대 종합 상사이면서 동시에 아시아 유수의 대기업이기도 하다. 돌 푸드 컴퍼니의 아시아 유통 총판, 포장 전담 등을 주로 맡으며, 그 외에도, 행텐 의류 총판도 전개하고 있다.